# Gheorghe Brânzei
Gheorghe Brânzei (n. 4 septembrie 1951, Mocira, România) este un fost deputat român în legislatura 1992-1996, ales în județul Maramureș pe listele partidului PUNR.
Gheorghe Brânzei a absolvit Facultatea de Studii Economice din Timișoara.